# Josephus Nicolaus Laurenti
Josephus Nicolaus Laurenti (Wenen, 4 december 1735 – aldaar, 17 februari 1805), ook Joseph Nicolaus Lorenz, was een Oostenrijks arts, natuuronderzoeker, herpetoloog en zoöloog. Hij werkte lange tijd zonder een hogere medische opleiding genoten te hebben als Feldsjer en promoveerde in 1768 tot Doctor in de geneeskunde.
Laurenti was de auteur van het werk Specimen Medicum, Exhibens Synopsin Reptilium Emendatam cum Experimentis circa Venena (1768), wat een baanbrekend werk was op het gebied van de herpetologie. Laurenti benoemde en beschreef hierin als eerste de klasse van de reptielen.
In de tiende druk van Systema naturae benoemde Carl Linnaeus negen geslachten van reptielen en amfibieën. Laurenti breidde dit uit tot het aantal van 35.